# Dino Bravo
 Adolfo Bresciano (Campobasso, 6 de agosto de 1948-Laval, 10 de marzo de 1993), conocido por su nombre artístico como Dino Bravo, fue una estrella de lucha profesional, autoproclamado como "El hombre más fuerte de Canadá".

## Trayectoria en la Lucha libre profesional
Bresciano comenzó a luchar en 1970, tomando el nombre de "Dino Bravo", el cual fue el apodo de un luchador de la década de 1960 que se habían unido a Dominic DeNucci como los hermanos Bravo, Dino y Domingo. Fue entrenado por Gino Brito y solían trabajar en un equipo con su mentor, presentado como el primo de Brito. Bravo trabajó en una serie de equipos de otra etiqueta, la asociación con, entre otros,  "Mr. Wrestling" Tim Woods y DeNucci.
Bravo participó en el Jim Crockett Promotions de la NWA World Tag Team Championship con Woods, ganando el título de  Gene y Ole Anderson y, finalmente, perdiendo el título ante los Anderson. Bravo también tuvo un importante programa con Blackjack Mulligan, donde conectó a Mulligan dos veces en un partido televisado sin título para establecer una serie de partidos para el título estadounidense de Mulligan. Bravo no ganó el título de EE. UU. de Mulligan, pero recibió varios contratos con el campeón mundial de NWA Harley Race durante su permanencia con Crockett.
A finales de la década de 1970, Bravo se había convertido en un gran atractivo en demostrar su  push en los sencillos en el territorio de Montreal. En diciembre de 1978, derrotó a Gene Kiniski en Toronto para ganar el nuevo título de peso pesado canadiense como se reconoce en esa área.
En agosto de 1985 ganó el WWF Canadian Championship, siendo el único luchador de la WWF que lo ha ganado.

## Muerte
El 10 de marzo de 1993 apareció muerto en Quebec con 17 heridas de bala, 7 en la cabeza y 10 en el torso.

## Campeonatos y logros
- Grand Prix Wrestling (Montreal)
  - Grand Prix Tag Team Championship (2 veces) - con Gino Brito[6]
- Lutte Internationale
  - Canadian International Heavyweight Championship (6 veces)[7]
  - Canadian International Tag Team Championship (1 vez) – con Tony Parisi
- Maple Leaf Wrestling
  - NWA Canadian Heavyweight Championship (Toronto version) (2 veces)
- Mid-Atlantic Championship Wrestling
  - NWA Mid-Atlantic Tag Team Championship (3 veces) – con Mr. Wrestling (1), Tiger Conway Jr. (1) y Ricky Steamboat (1)
  - NWA World Tag Team Championship (Mid-Atlantic version) (1 vez) – con Mr. Wrestling
- NWA Hollywood Wrestling
  - NWA Americas Heavyweight Championship (1 vez)
  - NWA Americas Tag Team Championship (1 vez) – con Victor Rivera
- World Wide Wrestling Federation / World Wrestling Federation
  - WWF Canadian Championship (1 vez, inaugural y último)
  - WWWF World Tag Team Championship (1 vez) – con Dominic DeNucci.
- Pro Wrestling Illustrated
  - PWI luchador más mejorado del año (1978)
  - PWI lo clasificó en el puesto N°179 de los 500 mejores luchadores individuales durante los "PWI Years" en 2003.